# Vénérable Géronimo
 (avril 2025).
Améliorez-le ou discutez des points à vérifier. 
Le Vénérable Géronimo, déclaré tel par le pape Pie IX, fut un musulman du XVIe siècle qui quitta l'islam et se convertit au christianisme. Le dey d'Alger tenta de lui faire abjurer sa foi, et devant son refus, lui infligea le martyre d'être emmuré vivant dans les murailles d'un fort de Bab El-Oued, où ses restes furent découverts en 1853.

## Historique
Lorsqu'en 1853 fut démoli le fort turc dit "des Vingt quatre heures" construit par le Pacha Mohammed en 1563 et terminé par le Pacha Euldj Ali, on trouva la cavité laissé par un bloc de pisé du rempart et qui contenait des ossements. Le fort devait être détruit pour dégager l'esplanade de Bab El Oued et y établir un parc d'artillerie.
A la même époque Adrien Berbrugger, conservateur de la bibliothèque d'Alger, prit connaissance de vieux papiers relatant l'histoire de Geronimo par un chroniqueur espagnol Diego de Haëdo. Il en communiqua le texte au général et à l'évêque de la place.
Geronimo, pris par les Espagnols en 1538, à l'âge de quatre ans, dans la région de Aïn El Turk fut vendu comme esclave au vicaire général de la ville d'Oran Jean Caro qui l'éleva dans la religion catholique et le baptisa. A 10 ans, l'enfant fut enlevé par des Maures et rendu à sa tribu. Mais à l'âge de 25 ans, le jeune homme s'enfuit pour retourner chez son père adoptif qui le maria avec une Mauresque convertie au christianisme.
Geronimo intégra les troupes espagnoles. Ayant pris la mer avec neuf soldats pour donner la chasse à un brigantin algérien, il fut blessé, fait prisonnier ainsi que ses compagnons et amené à Alger. Après répartition des captifs Geronimo devint esclave du Pacha d'Alger Euldj Ali, renégat calabrais, qui voulut le faire apostasier, mais en vain. Furieux, le chef de la Régence résolut de le faire mourir de façon atroce pour l'exemple. Comme on construisait, en dehors de la porte de Bab El Oued, un fort dont les murs se montaient en pisé, à l'aide de caissons en bois que l'on remplissait de terre fortement tassée, l'idée infernale lui vint d'ensevelir Geronimo vivant.
Geronimo communia avant le jour fatidique et c'est, avec ces armes spirituelles et sempiternelles, dit Haëdo, que le confesseur de Dieu se fortifia et affronta la mort. Pieds et mains liés, on le coucha dans le moule à pisé et on le couvrit de terre. Un renégat, nommé Temango, s'armant d'un pilon, sauta dans la caisse qui continuait à se remplir et la foula avec acharnement. D'autres renégats l'imitèrent.
C'est le 27 décembre 1853 que son corps fut découvert par un artilleur dénommé Blot qui mit en évidence, lors de la démolition du fort, un enfoncement dans lequel se trouvait un squelette qui, pour Mgr Pavy, archevêque d'Alger et Adrien Berbrugger, est, sans nul doute, celui de Geronimo.
Les ossements furent transférés en grande pompe, avec les honneurs des autorités religieuses, civiles et militaires, dans une chapelle de la cathédrale d'Alger.
Cet épisode, comme la relation de la captivité de Cervantès, est relaté par Diego de Haedo dans son livre Topografia de Argel édité à Valladolid en 1612.
Monseigneur Pavy,  Archevêque d'Alger, fit au Pape un exposé sur les circonstances extraordinaires du martyre de Géronimo et la manière providentielle dont ses restes furent découverts. 
Le Pape consentit, le 30 mars 1854, à ce que Geronimo soit reconnu comme Vénérable en tous pays catholiques en même temps que l'instance pour sa canonisation était approuvée. 